# Ольшанка (Рязанская область)
Ольшанка — опустевшее село в Милославском районе Рязанской области, входит в состав Горняцкого сельского поселения. 

## География
Село расположено в 12 км на север от центра поселения посёлка Горняк и в 16 км на север от райцентра Милославское.

## История
Первоначально построенная в Ольшанке церковь, как видно из окладных книг 1676 года, в 1674 году была перенесена в село Лазинку. Вторичное построение в том селе Богословской церкви относится к первой четверти XVIII века, которая обложена была данью в 1717 году. В 1824 году в селе построена была новая деревянная Богословская церковь.
В XIX — начале XX века село входило в состав Измайловской волости Скопинского уезда Рязанской губернии. В 1906 году в селе было 57 дворов.
С 1929 года село являлось центром Ольшанского сельсовета Милославского района Рязанского округа Московской области, с 1937 года — в составе Рязанской области, с 1957 года — в составе Казначеевского сельсовета, с 2005 года — в составе Горняцкого сельского поселения.

## Население
| 1859 | 1906 | 2010 |
| ---- | ---- | ---- |
| 284  | ↗436 | ↘0   |